# Valea Glodului
Valea Glodului falu Romániában, Maros megyében.

## Története
Mezőceked község része. A trianoni békeszerződésig Torda-Aranyos vármegye Marosludasi járásához tartozott.

## Népessége
2002-ben 176 lakosa volt, ebből 176 román nemzetiségű.

## Vallások
A falu lakóinak többsége ortodox hitű.